# Operatie Allied Force
De Operatie Allied Force was een militaire operatie van de NAVO tegen de Federale Republiek Joegoslavië tijdens de Kosovo-oorlog. Deze duurde van 23 maart tot 10 juni 1999 waarbij zowel militaire als civiele doelen zoals bruggen en gebouwen werden gebombardeerd. Hierbij werden onder meer clusterbommen gebruikt. Daarbij vielen in totaal tussen de 500 en de 570 burgerslachtoffers.

## Achtergrond
Na het uiteenvallen van de Socialistische Federatieve Republiek Joegoslavië eerder in de jaren 90, liepen in 1998 de spanningen tussen etnische Albanezen en Servische militairen van de resterende Federale Republiek Joegoslavië, in Kosovo snel op. Servische militairen beëindigden demonstraties gewelddadig en intimideerden de burgers steeds meer. Als reactie viel het Bevrijdingsleger van Kosovo (UÇK) deze militairen aan met guerrilla-acties.
De Verenigde Naties kwamen met een formele oplossing. Resolutie 1160 eiste het stoppen van alle vijandelijkheden en de start van een politiek proces om de onderlinge geschillen en aanspraken te regelen. Dit werd door de partijen zelf genegeerd. De Serviërs en het UÇK verhevigden hun onderlinge strijd. Binnen een paar maanden waren er honderden burgers gedood en sloegen meer dan 300.000 mensen op de vlucht. Hierop kwamen de VN op 23 september 1998 met resolutie 1199. Deze riep de partijen op tot het stoppen van alle gevechtshandelingen en ging gepaard met de aankondiging van eventuele sancties. Hierop kwam geen enkele reactie.
Tegelijkertijd ging de Noord Atlantische Raad (het hoogste besluitvormende en -nemende orgaan in de NAVO) akkoord met het activeren van Operatie Determined Force (ODF) per 13 oktober om - bij gebrek aan VN-besluitvorming - Europese standvastigheid te tonen. ODF stond beperkte luchtaanvallen op militaire doelen toe en bood ook gelegenheid tot eventuele uitbreiding van acties indien niet werd gereageerd.
Er werd snel gehandeld: vliegtuigen uit 12 NAVO-landen werden rond de Balkan gestationeerd en 14 landen gaven logistieke steun. Op 27 oktober 1998 waren meer dan 300 vliegtuigen inzetbaar op bases in Frankrijk, Duitsland, Griekenland, Italië en Engeland alsmede op vliegdekschepen in de Adriatische zee.
Onder deze druk ging de Joegoslavische president Milošević op 15 oktober 1998 akkoord met een staakt-het-vuren, terugtrekking van de militairen in Kosovo en met internationale verificatie hiervan. De NAVO en de Organisatie voor Veiligheid en Samenwerking in Europa (OVSE) tekenden daarop de overeenkomst met Joegoslavië en Operatie Eagle Eye (NAVO) en de Kosovo Diplomatic Observer Mission (OVSE) werden gestart.

## Besluitvorming en doel
Eind 1998 en begin 1999 nam het Joegoslavische geweld sterk toe zonder enige reactie van de VN. Vanwege deze besluiteloosheid startte de NAVO Contactgroep op 6 februari 1999 onderhandelingen met de partijen in Rambouillet, Frankrijk. Op 19 maart 1999 werd een akkoord bereikt dat echter door Joegoslavië meteen werd verworpen. Doordat het Joegoslavisch geweld in Kosovo toenam stelde de toenmalige secretaris-generaal van de NAVO lord George Robertson de Noord Atlantische Raad voor om Operation Allied Force te activeren. Op 23 maart 1999 keurde de Noord Atlantische Raad de operatie Allied Force goed en dezelfde nacht vonden de eerste luchtaanvallen plaats.
De NAVO-operatie Allied Force omvatte de volgende doelen:
- Beëindigen van alle geweld en repressie in Kosovo d.m.v. luchtacties tegen alle paramilitaire doelen.
- Zeker stellen van de terugtrekking van alle Servische militaire, politie en paramilitaire macht uit Kosovo.
- Afdwingen van een overeenkomst tot stationering van een internationale militaire macht in Kosovo.
- Afdwingen van veilige terugkeer voor alle vluchtelingen en verlenen van ongehinderde humanitaire hulp.
- Afdwingen van Servische acceptatie van het Akkoord van Rambouillet als basis voor een politiek akkoord over Kosovo.

## Bombardement op de Servische omroep RTS
Op 23 april 1999 werd de Servische staatszender RTS gebombardeerd, waarbij 16 doden vielen. Volgens Amnesty International was sprake van een oorlogsmisdaad. Amnesty International blijft daarom ook vandaag de dag pleiten voor een onafhankelijk onderzoek.

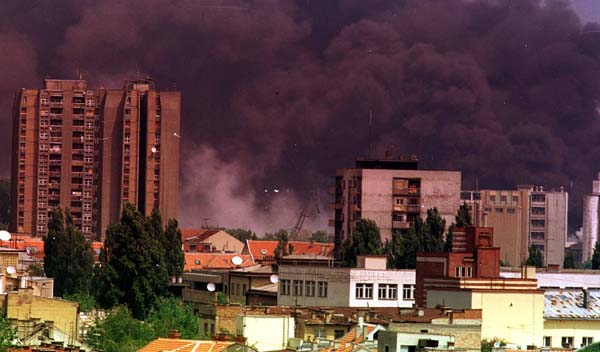
Gebombardeerde olieraffinaderij in Novi Sad
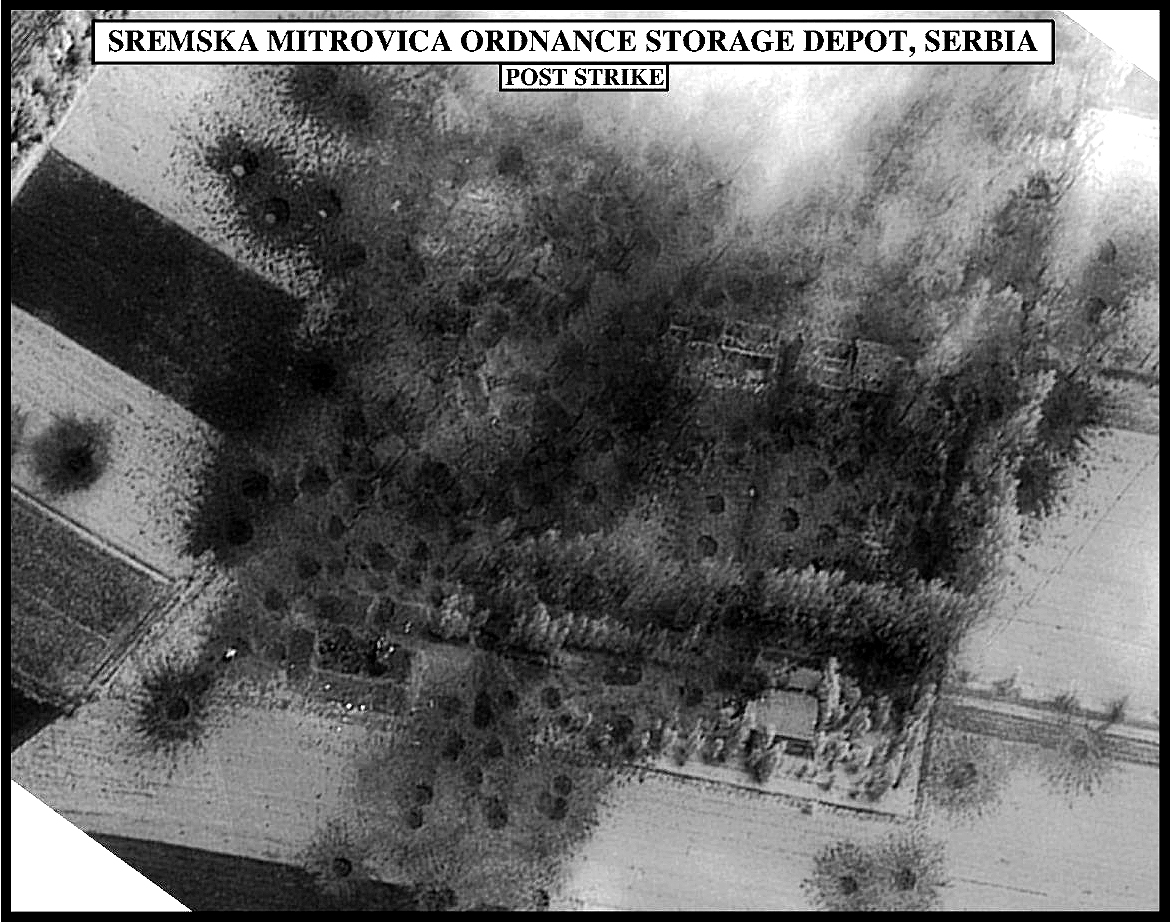
Gebombardeerde munitieopslagplaats in Sremska Mitrovica
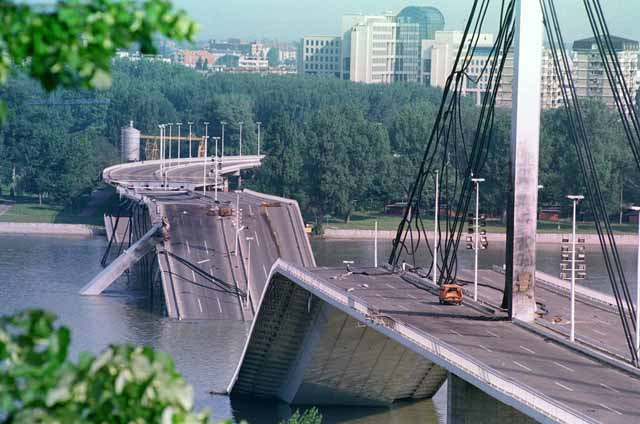
Liberty Bridge na luchtaanval
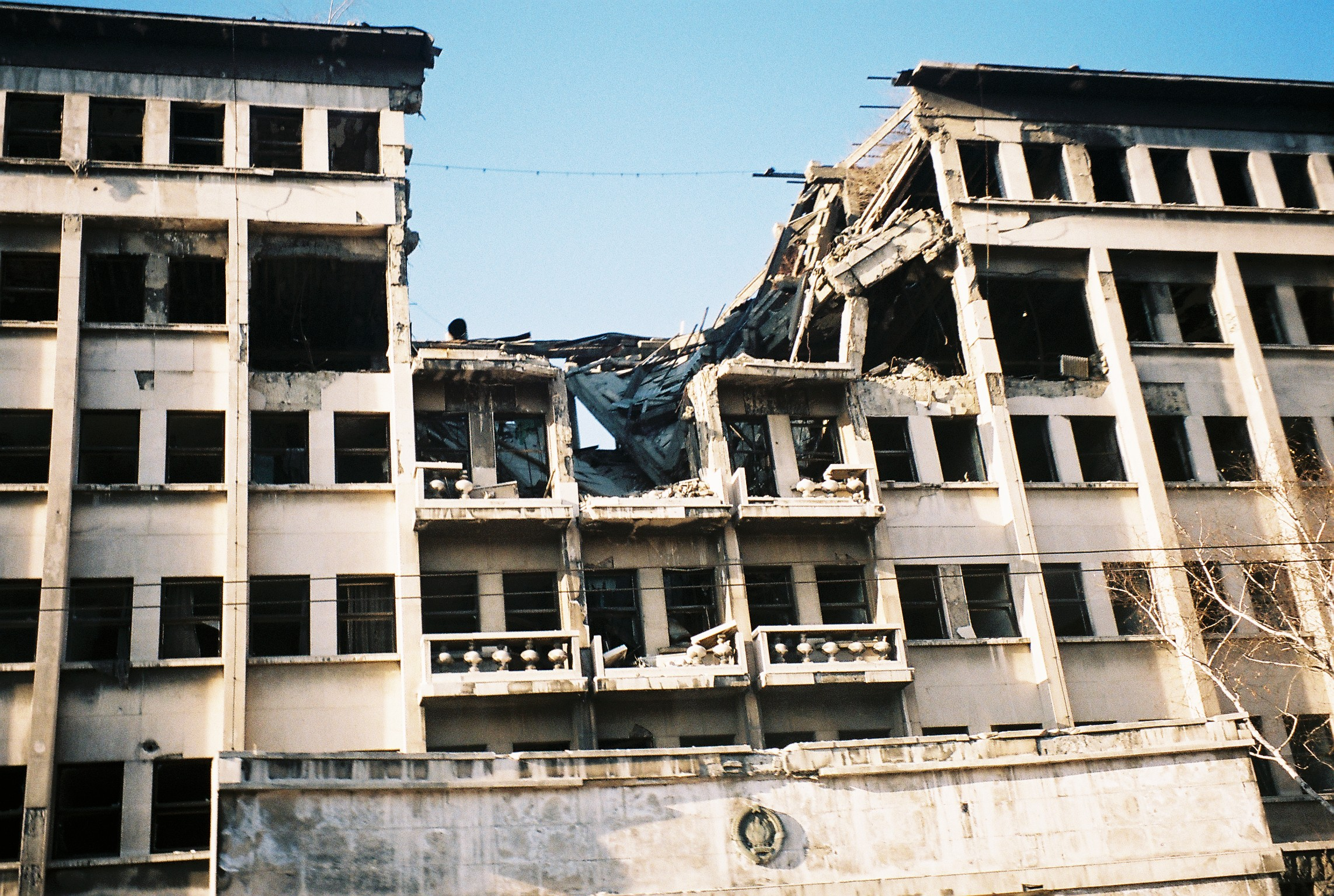
Gebombardeerde Ministerie van Politie in Belgrado
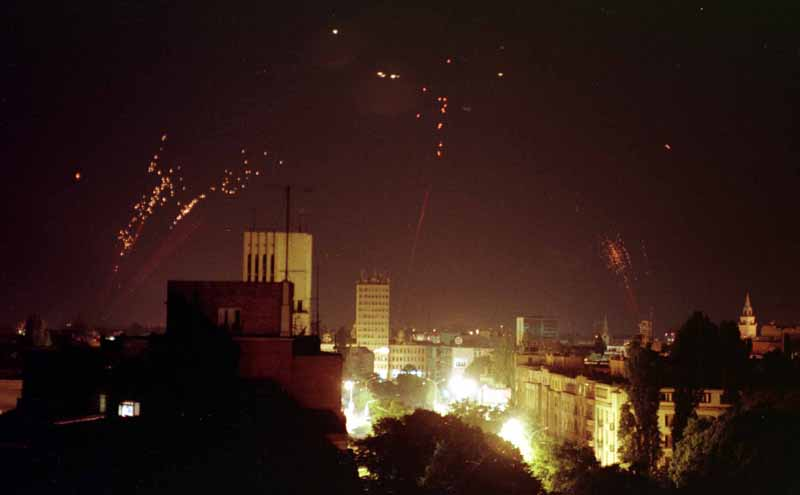
Luchtafweer Novi Sad
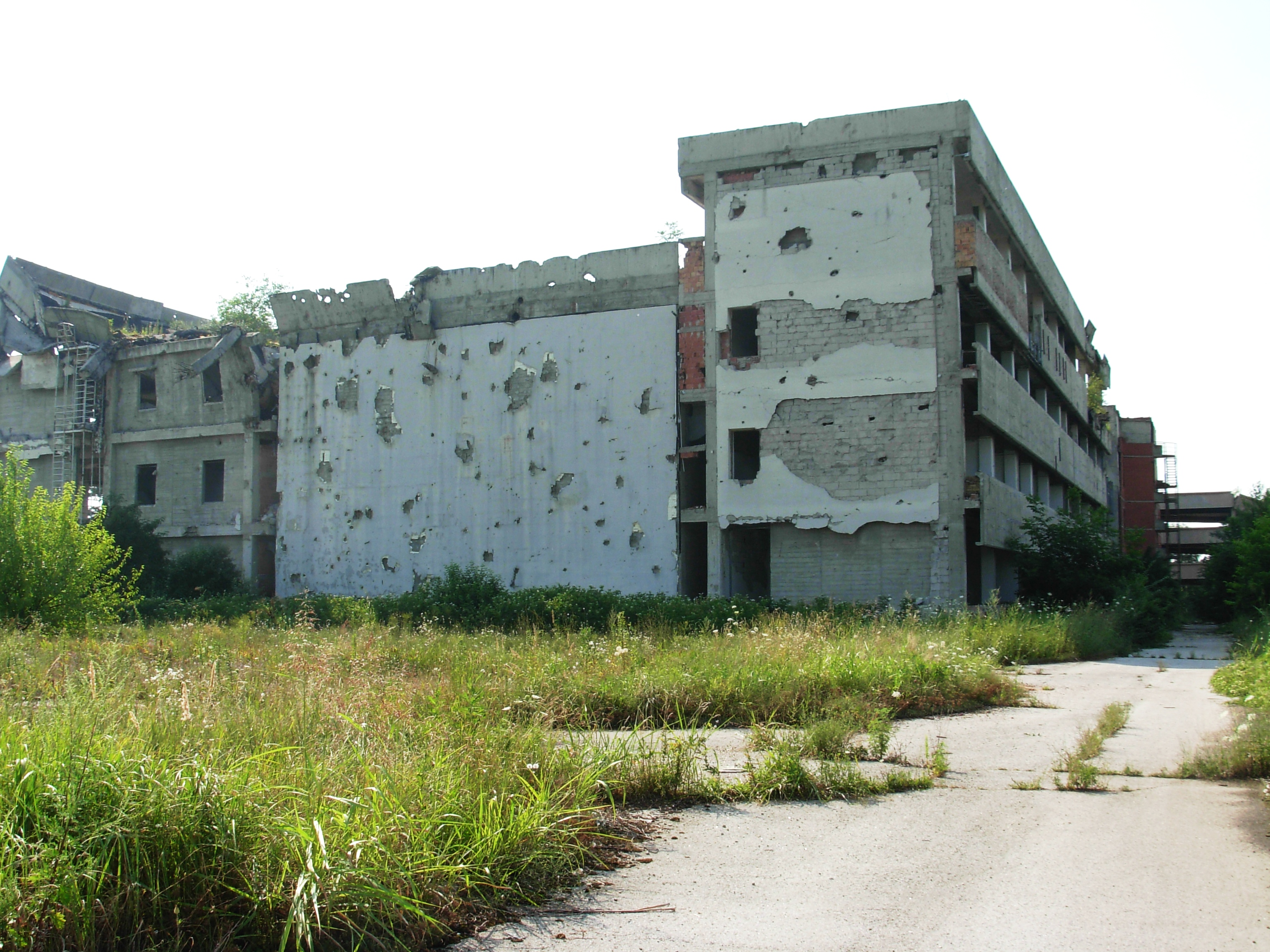
TVNS in Mišeluk

## Bombardement van de Chinese ambassade
Op 7 mei 1999 bombardeerde de Amerikaanse luchtmacht de Chinese ambassade in Belgrado. Hierbij kwamen drie Chinese burgers om het leven.
Sloveense Oorlog (1991) · Kroatische Oorlog (1991-95) · Bosnische Burgeroorlog (1992-95) · Kroatisch-Bosniakse Oorlog (1992-94) · Kosovo-oorlog (1998-99) · Operatie Allied Force (1999) · Conflict in de Preševo-vallei (2001) · Macedonisch conflict (2001)
- Library of Congress Control Number: sh00005293
- National Archives and Records Administration: 10666432
- Nationale Bibliotheek van Israël: 987007291732205171